# Bunny Wailer sings the Wailers
Bunny Wailer sings the Wailers är ett musikalbum (reggae) av Bunny Wailer, utgivet och distribuerat av Solomonic Production 1980.
Tio klassiska låtar av den ursprungliga gruppen The Wailers från slutet av 1960-talet och början av 1970-talet presenteras på detta album som dansanta reggaelåtar av Bunny Wailer, som var den som år 1963 tog initiativet till att bilda gruppen tillsammans med Bob Marley, Peter Tosh, Junior Braithwaite och Beverly Kelso. Låtarna "Burial" och "I'm The Toughest framfördes av The Wailers med Peter Tosh som 'lead singer', och "Dreamland" som skrevs av Bunny Wailer har blivit en klassiker som framförts av många reggaeartister, bl.a. Third World och Marcia Griffiths. Övriga låtar på albumet har framförts av Bob Marley med resten av Wailers som kör.

## Låtlista

### A-sidan
1. Dancing shoes
2. Mellow mood
3. Dreamland
4. Keep on moving
5. Hypocrite

### B-sidan
1. Burial
2. I stand predominate
3. Walk the proud land
4. Rule this land
5. I'm the toughest

## Musiker
- Bas: Robbie Shakespeare
- Trummor: Sly Dunbar
- Percussion: "Sticky" U. Thompson
- Keyboard: Winston Wright, K. Sterling
- Blås: H. Bennet, Dean Fraser, R. Robinson
- Sång: Bunny Wailer
- Gitarr: E. "China" Smith, D. Byran